# RON Podmiejska
RON Podmiejska (RON Janice) – Radiowy Ośrodek Nadawczy Podmiejska jest głównym nadajnikiem radiowo-telewizyjnym dla Gorzowa Wlkp. oraz północnej części woj. lubuskiego. Wieża jest także jednym z najwyższych obiektów budowlanych w Gorzowie. Nadajniki pokaźnej mocy zainstalowane na wieży pokrywają tereny około 50 km wokół Gorzowa, wykraczając poza granice województwa lubuskiego.

## Parametry
- Wysokość posadowienia podpory anteny: 67 m n.p.m.
- Wysokość zawieszenia systemów antenowych: Radio: 92, 97, TV: 102 m n.p.t.

## Transmitowane programy

### Programy radiowe - analogowe
Opracowano na podst. materiału źródłowego
| LP | Program                     | Właściciel                                                                 | Częstotliwość | Moc nadajnika | Polaryzacja |
| -- | --------------------------- | -------------------------------------------------------------------------- | ------------- | ------------- | ----------- |
| 1  | Radio Eska Gorzów           | Radio Eska S.A.                                                            | 93,80 MHz     | 10 kW         | pozioma     |
| 2  | Radio Gorzów                | Polskie Radio – Regionalna Rozgłośnia w Zielonej Górze „Radio Zachód” S.A. | 95,60 MHz     | 1 kW          | pionowa     |
| 3  | RMF FM                      | Radio Muzyka Fakty Sp. z o.o.                                              | 96,10 MHz     | 1 kW          | pionowa     |
| 4  | Radio Zet                   | Radio Zet Sp. z o.o.                                                       | 99,60 MHz     | 0,20 kW       | pionowa     |
| 5  | Program IV Polskie Radio 24 | Polskie Radio S.A.                                                         | 105,40 MHz    | 1 kW          | pionowa     |

### Programy radiowe – cyfrowe
| Skład multipleksu | Częstotliwość | Kanał | Moc nadajnika | Polaryzacja | Kierunkowość | Kompresja      |
| --- | ------------- | ----- | ------------- | ----------- | ------------ | -------------- |
| DAB+ - Polskie Radio Program I - Polskie Radio Program II - Polskie Radio Program III - Czwórka - Radio Poland - Program IV Polskie Radio 24 - Polskie Radio Chopin - Polskie Radio Dzieciom - Radio Zachód | 220,352 MHz   | 11C   | 2 kW          | pionowa     | kierunkowa   | AAC/AAC+/AAC++ |

### Programy telewizyjne – cyfrowe
Opracowano na podst. materiału źródłowego
| Skład multipleksu                                                                                | Częstotliwość | Kanał | Moc nadajnika | Polaryzacja | Kompresja |
| ------------------------------------------------------------------------------------------------ | ------------- | ----- | ------------- | ----------- | --------- |
| MUX 3 - TVP1 HD - TVP2 HD - TVP3 Gorzów Wielkopolski - TVP Historia - TVP Sport HD - TVP Info HD | 562 MHz       | 32    | 4 kW          | pozioma     | MPEG-4    |